# Ike Turner
Ike Turner, vlastním jménem Izear Luster Turner Jr. nebo Ike Wister Turner (5. listopadu 1931, Clarksdale, Mississippi, USA – 12. prosince 2007, San Marcos, Kalifornie, USA) byl americký kytarista, zpěvák a hudební producent.
Koncem 50. let 20. století začal spolupracovat se začínající zpěvačkou Annou Marií Bullock. Ta si ho v roce 1958 vzala a po svatbě si změnila své umělecké jméno na Tina Turner. O něco později už spolu vystupovali jako Ike and Tina Turner Revue s R&B repertoárem. Vedl extravagantní život, byl závislý na alkoholu a na drogách, k Tině se choval často agresivně, bil ji, a tak jejich manželství skončilo v roce 1976 rozvodem.
V roce 1991 byli Ike a Tina Turner uvedeni do rockenrollové síně slávy a v roce 2001 byli uvedeni i do St. Louis Walk of Fame. V roce 2007 získal hudební ocenění Grammy za album Risin' with the Blues. Stalo se tak v kategorii nejlepší deska tradičního blues.

## Diskografie
- Rocket 88 (1951)
- Ike Turner & the Kings of Rhythm (1963)
- Ike Turner Rocks the Blues (1963)
- River Deep – Mountain High (1966)
- A Black Man's Soul (1969)
- Get It Get It (1969)
- Workin' Together (1971)
- Bad Dreams (1971)
- Blues Roots (1972)
- I'm Tore Up (1978)
- Hey Hey (1984)
- My Blue Country (1998)
- Here and Now (2001)
- A Black Man's Soul (2003)
- Risin' with the Blues (2006)